# Cordia sulcata
Cordia sulcata är en strävbladig växtart som beskrevs av Dc.. Cordia sulcata ingår i släktet Cordia, och familjen strävbladiga växter. Inga underarter finns listade i Catalogue of Life.